# Ísak Óli Ólafsson
Ísak Óli Ólafsson (30 giugno 2000) è un calciatore islandese, difensore dell'FH Hafnarfjörður.

## Caratteristiche tecniche
È un difensore centrale.

## Carriera

### Club
Cresciuto nel settore giovanile del Keflavík, debutta in prima squadra il 5 maggio 2017 in occasione dell'incontro di 1. deild karla pareggiato 1-1 contro il Leiknir. Nell'agosto 2019 viene acquistato dal SønderjyskE a titolo definitivo; poco impiegato nei mesi seguenti, nel marzo 2021 fa ritorno in prestito al Keflavík.

### Nazionale
Nel 2021 viene convocato dalla nazionale Under-21 islandese per il campionato europeo di categoria. Nel medesimo anno esordisce inoltre anche in nazionale maggiore.

## Statistiche
Statistiche aggiornate al 28 marzo 2021.

### Presenze e reti nei club
| Stagione        | Squadra         | Campionato      | Campionato | Campionato | Coppe nazionali | Coppe nazionali | Coppe nazionali | Coppe continentali | Coppe continentali | Coppe continentali | Altre coppe | Altre coppe | Altre coppe | Totale | Totale | Totale |
| Stagione        | Squadra         | Comp            | Pres       | Reti       | Comp            | Pres            | Reti            | Comp               | Pres               | Reti               | Comp        | Pres        | Reti        | Pres   | Reti   |        |
| --------------- | --------------- | --------------- | ---------- | ---------- | --------------- | --------------- | --------------- | ------------------ | ------------------ | ------------------ | ----------- | ----------- | ----------- | ------ | ------ | ------ |
| 2017            | Eupen           | 1D              | 21         | 1          | CI+CdL          | 0+4             | 0               |                    | -                  | -                  |             | -           | -           | 25     | 1      |        |
| 2018            | Eupen           | UD              | 22         | 1          | CI+CdL          | 1+2             | 0               |                    | -                  | -                  |             | -           | -           | 25     | 1      |        |
| 2019            | Eupen           | 1D              | 17         | 1          | CI+CdL          | 2+5             | 0+2             |                    | -                  | -                  |             | -           | -           | 24     | 3      |        |
| 2019-2020       | SønderjyskE     | SL              | 2          | 0          | CD              | 1               | 0               |                    | -                  | -                  |             | -           | -           | 3      | 0      |        |
| 2020-gen. 2021  | SønderjyskE     | SL              | 2          | 0          | CD              | 0               | 0               | UEL                | 0                  | 0                  |             | -           | -           | 2      | 0      |        |
| Totale carriera | Totale carriera | Totale carriera | 64         | 3          |                 | 15              | 2               |                    | 0                  | 0                  |             | -           | -           | 79     | 5      |        |

## Palmarès

### Club

#### Competizioni nazionali
- Coppa di Danimarca: 1

SønderjyskE: 2019-2020
- 2. Division: 1

Esbjerg: 2023-2024